# Перновський повіт
Перновський повіт (ест. Pärnu kreis, рос. Перновский уезд, нім. Kreis Pernau) — адміністративна одиниця Ліфляндської губернії Російської імперії, згодом Естонії, що існувала в 1745—1920 роках. Повітове місто — Пернов (нині — Пярну).

## Історія
Повіт створений 1745 року в складі Ризької губернії. 1783 року увійшов до складу Ризького намісництва. 1796 року, після його поділу, увійшов до складу Ліфляндської губернії. 1920 року територія повіту увійшла до складу незалежної Естонії.

## Населення
За Всеросійським переписом населення 1897 року, у Перновському повіті проживали 98 123 особи, у повітовому Пернові — 12 898 осіб. Національний склад повіту на 1897 рік:
- естонці — 92 265;
- німці — 3590;
- росіяни — 1042;
- латиші — 671;
- євреї — 399.

## Адміністративний поділ
На 1913 рік у повіті були 42 волості:
- Аб'яська,
- Аудерниська,
- Беклерська,
- Велласька,
- Вольтаєтська,
- Веська,
- Галлікська,
- Едеместська,
- Енгеська,
- Єперська,
- Єр'яська,
- Кайсмаська,
- Каркуська,
- Карлійська,
- Керроська,
- Конгаська,
- Куркундська,
- Кюноська,
- Лайксарська,
- Леллеська,
- Ново-Борнгузенська,
- Ново-Каррістська,
- Ново-Феннернська,
- Оренська,
- Паттенська,
- Пеннікюльська,
- Полленська,
- Равасарська,
- Рейденська,
- Саукська,
- Селлийська,
- Старо-Борнгузенська,
- Старо-Карристська,
- Старо-Феннернська,
- Стеленська,
- Суйзька,
- Такерортська,
- Таллійська,
- Таммістська,
- Тестамаська,
- Торгельська,
- Улласька.